# Михайловская (Волгоградская область)
Михайловская — станица в Урюпинском районе Волгоградской области России, административный центр Михайловского сельского поселения. Основана в XVII веке. Расположена на левом берегу Хопра в 25 км к северу от города Урюпинска.
Население — 1118 (2010) человек.

## История
Предположительно основана как казачий городок Михайловский в XVII веке. Если верить преданиям, городок был основан в 1608 году сыновьями есаула Михаилы, участника Крестьянской войны в России, одного из сподвижников Ивана Болотникова. После того, как царские войска взяли Тулу, а есаул Михайло умер, три его сына, скрываясь от преследования слуг царя и бояр, ушли в родные края на Хопёр, основав городок Михайловский.
По архивным данным, в районе городка был расположен так называемый петровский раскат (башня) для обслуживания судов и пребывания военного гарнизона, построенный весной 1696 года по приказу Петра I. По преданию, до 1726 года станица Михайловская находилась на правом берегу Хопра, но из-за наводнений была переселена на 2 км выше по течению на левый берег. В старом Михайловом городке была деревянная церковь, построенная в 1700 году во имя Богоявления Господня. После переноса на новое место, в 1751 году, в станице была заложена каменная однопрестольная церковь во имя Сретения Господня, оконченная в 1765 году, а в 1764 году было начато сооружение второй напрестольной церкви во имя Богоявления Господня, оконченное в 1775 году.
Ещё с начала XVIII столетия в Михайлове городке существовала Богоявленская ярмарка, содействовавшая экономическому развитию станицы, отличавшейся от других станиц богатыми постройками и благоустройством. Однако после переноса в 1860-х годах ярмарки в станицу Урюпинскую Михайловская станица значительно изменилась, население распалось на отдельные хутора. В юрте Михайловской станицы в XVII столетии находились городки Григорьевский, Хоперский и Беляевский (последний упоминается в актах 1675—1704 годов). Городки Григорьевский и Пристанский (находившийся на том месте, где теперь город Новохопёрск) были уничтожены после Булавинского восстания (1708 год) — жители их частью были расселены по другим станицам, а частью вошли в состав Михайловской станицы. Беляевская станица была переселена на Дон ниже станицы Голубинской с сохранением своего названия (в 1734 году переименована в Трехостровянскую). В 1865 году в станице Михайловской было открыто I приходское одноклассное училище; в 1866 году — II женское 2-го разряда; в 1896 году — III женское училище.
Станица относилась к Хопёрскому округу Земли Войска Донского (с 1870 — Область Войска Донского). В 1859 году в станице Михайловской имелось 353 двора, 2 православных церкви, приходское училище, проживало 358 душ мужского и 291 душа женского пола. По состоянию на 1873 год в станичный юрт входил 41 хутор с общей численностью населения более 20 000 человек. К 1897 году число хуторов в станичном юрте увеличилось до 48, население юрта превысило 30 000 человек. Согласно алфавитному списку населённых мест Области Войска Донского 1915 года в станице имелось станичное и хуторское правление, 2 церкви, 2 двуклассных училища, мужское и женское приходское училища, земельный надел станицы составлял 3213 десятин, насчитывалось 186 дворов, в которых проживало 323 мужчины и 358 женщин.
С 1928 года — в составе Урюпинского района Хопёрского округа (упразднён в 1930 году) Нижне-Волжского края (с 1934 года — Сталинградского края) С 1935 года — административный центр Хопёрского района Сталинградского края (с 1936 года Сталинградской области, с 1954 по 1957 год район входил в состав Балашовской области). В 1959 году в связи с упразднением Хопёрского района станица Михайловская включена в состав Урюпинского района. Во второй половине XX века (не ранее 1968 года и не позднее 1988 года) в состав станицы был включён располагавшийся на восточном берегу озера Яровское хутор Форштадский

## География
Станица находится в лесостепи, на левом берегу реки Хопёр, в пределах Хопёрско-Бузулукской равнины, являющейся южным окончанием Окско-Донской низменности. Станица расположена в пойме реки на высоте около 80 метров над уровнем моря. В пойме Хопра имеются пойменные озёра. В районе станицы сохранились островки пойменного леса. Почвы — пойменные слабокислые и нейтральные.
Близ станицы имеется автомобильный мост через реку Хопёр, связывающий станицу с хутором Бубновский. По автомобильным дорогам расстояние до районного центра города Урюпинска составляет 25 км, до областного центра города Волгоград — 350 км.
Климат
Климат умеренный континентальный (согласно классификации климатов Кёппена — Dfb). Расположена станица в 150км к югу от среднего значения климато- и ветроразделяющей оси Воейкова.  Многолетняя норма осадков — 481 мм. В течение города количество выпадающих атмосферных осадков распределяется относительно равномерно: наибольшее количество осадков выпадает в мае и июне — 52 мм, наименьшее в марте — 27 мм. Среднегодовая температура положительная и составляет + 6,8 °С, средняя температура самого холодного месяца января −9,2 °С, самого жаркого месяца июля +21,5 °С.
Часовой пояс
Михайловская, как и вся Волгоградская область, находится в часовой зоне МСК (московское время). Смещение применяемого времени относительно UTC составляет +3:00.

## Население
Динамика численности населения по годам:
| 1859 | 1873 | 1897 | 1915 | 1939 | 1989  | 2002 |
| ---- | ---- | ---- | ---- | ---- | ----- | ---- |
| 649  | 1418 | 1815 | 681  | 1388 | ≈1100 | 1018 |

| 2010 |
| ---- |
| 1118 |

## Известные уроженцы
- Илья Иванович Машков (1881—1944) — русский и советский художник.